# Chamblon
Chamblon est une commune suisse du canton de Vaud, située dans le district du Jura-Nord vaudois. Elle dispose d'une place d'armes.

## Histoire
Chamblon fut cité sous son nom actuel dès le début du XIIe siècle. On découvrit aux Uttins des vestiges attribuables au Néolithique (pilotis de chêne, haches en serpentine). Un poste militaire romain se trouvait sur le territoire de Chamblon. Le village fit partie au Moyen Âge de la seigneurie de Montagny-le-Corboz, du bailliage commun de Grandson après 1476. La seigneurie de Montagny, que se transmirent les familles bernoises Manuel, Zehender et de Weiss, fut acquise en 1762 par le baron de Brackel, Courlandais exilé qui fit construire un vaste château. On trouvait à Chamblon une cour de haute justice (sans dernier supplice) et cour des fiefs. Le village était géré par l'assemblée générale des communiers. De 1798 à 2007, la commune faisait partie du district d'Yverdon.
Chamblon dépendait de la paroisse de Montagny, réformée en 1532, puis de celle de Champvent dès 1834 et dispose d'une chapelle depuis 1932. Une carrière de calcaire rouge était exploitée jusqu'en 1990. Dès 1981, une place d'armes d'infanterie s'étend sur la moitié des 470 hectares communaux. Chamblon tend, depuis 1980, à devenir une zone résidentielle d'Yverdon-les-Bains.

## Géographie
Chamblon est situé sur une colline de calcaire rouge, autrefois entourée par le lac.

## Administration

### Liste des syndics successifs
| Identité       | Période | Période      | Durée | Étiquette |
| Identité       | Début   | Fin          | Durée | Étiquette |
| -------------- | ------- | ------------ | ----- | --------- |
| Max Holzer (d) |         | 30 juin 2021 |       |           |

## Population

### Gentilé
Les habitants de la commune se nomment les Chamblonnois ou les Chamblonais.

### Démographie
Chamblon compte 125 habitants en 1776, 159 en 1798, 172 en 1850, 217 en 1870, 137 en 1900, 210 en 1950, 296 en 1980 et 513 en 2000.
Évolution de la population 

533 (31 décembre 2017)
542 (31 décembre 2018)

## Monuments
Le Château et la chapelle sont des monuments historiques.

## Santé
On y trouve l'hôpital de Chamblon, partie des Établissements Hospitaliers du Nord Vaudois.

## Militaire
Sur la colline de Chamblon se trouve la place d'arme de Chamblon. Caserne de l'école de recrue d'infanterie 2, elle forme des fantassins, des conducteurs équipages sur Piranha / GMTF, des canonniers lance-mines, des éclaireur, des ordonnances de bureau, des soldats d'exploitation, des comptables de troupe et des cuisiniers de troupe.

## Jumelages
| Ville | Ville                | Pays | Pays   | Période     |
| ----- | -------------------- | ---- | ------ | ----------- |
|       | Bellegarde-en-Marche |      | France | depuis 1997 |